# Campina da Lagoa
Campina da Lagoa ist ein brasilianisches Munizip im Inneren des Bundesstaats Paraná. Es hat 15.723 Einwohner (2022), die sich Campinenser-da-Lagoa nennen. Seine Fläche beträgt 797 km². Es liegt 598 Meter über dem Meeresspiegel.

## Etymologie
Campina bedeutet auf Deutsch Lichtung oder baumlose Fläche. Lagoa ist ein kleinerer See. Die ersten Siedler kamen 1941 an eine kleine Hochebene, wo sie drei Teiche entdeckten. Sie nannten den Ort Campina das Tres Lagoas. Hieraus entstand schließlich der heutige Name.

## Geschichte

### Besiedlung
Das Gebiet von Campina da Lagoa war ursprünglich von einem riesigen Wald bedeckt. Hier lebten  mehrere indigene Völker. deren Nahrung aus der Jagd, dem Fischfang, dem Sammeln von Früchten, Pflanzen und Wurzeln sowie aus einer rudimentären Landwirtschaft stammte.
Am 5. Dezember 1940 brachen zwei Pioniere, Joaquim Carula und Salvador Ananias, von Campo Mourão auf, um einen Ort namens Campina Vitoriana zu suchen. Sieben Tage später erreichten sie nach vielen Zwischenfällen und Abenteuern Mamborê. Die beiden Freunde wollten ihre Reise fortsetzen, aber sie fanden weder die erwarteten Lebensmittel noch Munition. Somit mussten sie nach Campo Mourão zurückkehren, um Lebensmittel und Werkzeuge zu beschaffen. Tage später kehrten sie nach Mamborê und von dort zu dem Ort Gavião zurück. Von hier aus machten sie sich mit Machete und Sichel auf den beschwerlichen Weg mitten durch den geschlossenen Urwald. Nur so konnten ihre mit Ausrüstung und Lebensmitteln beladenen Karren vorwärtskommen. Die Pioniere waren bereits erschöpft und beschlossen, ihr Lager an einem Ort aufzuschlagen, der noch heute als Acampamento bekannt ist. An diesem Ort schien es bereits ein Lager gegeben zu haben, und zwar in der Nähe von Três águas (Drei Wasser). Heute wissen wir, dass der Ort von Paraguayern besiedelt war. Diese sammelten Herva Mate. Man fand zwar Öfen für die Trocknung dieses Produkts, aber sie waren durch die Zeit und die Vernachlässigung ziemlich beschädigt. Neben diesen Öfen wurden noch andere Relikte gefunden, die von der Anwesenheit der Paraguayer zeugten, wie z. B. Felgen von Wagenrädern, Macheten, die der Rost schon fast zersetzt hatte, und Läufe von Espingolen. Diese Stücke sind heute noch vorhanden und werden von Einwohnern der Gemeinde aufbewahrt, die sie von ihren Vorfahren erhalten haben.
Die Pioniere beschlossen, ein dauerhaftes Lager in Três Águas aufzuschlagen. Sie säuberten einen guten Platz zum Leben und zur Unterbringung der mitgebrachten Tiere, legten einen kleinen Acker an und erkundeten in ihrer Freizeit die Umgebung. Am 19. April 1941 kamen sie erstmals in einer ebenen Gegend an, wo sie bei ihren Erkundungen drei Lagunen entdeckten und diesem schönen Ort den klangvollen Namen Campina das Três Lagoas gaben. In jenem Jahr begaben sich die Pioniere nach Campo Mourão und beantragten im Büro des Staatsministeriums für Land und Kolonisation die Besitzurkunde für das gerodete Land.
Mitte 1942 kamen weitere Familien hinzu, und der Ort begann, sich in eine Siedlung zu verwandeln. Im Jahr 1943 errichtete Miguel Antônio Freire mit Hilfe seines Bruders in der Nähe des heutigen Platzes João XXIII. eine Kapelle aus behauenem Holz und Palmblättern. Im Jahr 1947 entstand ein Lager mit einer kleinen Siedlung, das als Lager der Herveiras bezeichnet wurde, ein Name, der wegen der großen Menge der dort vorkommenden wild wachsenden Herva Mate vorgeschlagen wurde. Im Jahr 1948 siedelten sich 25 Familien aus Santa Catarina einige Kilometer entfernt an. Diese Kolonie begann bald zu florieren, die Siedler bauten neben ihren Häusern auch eine kleine Mühle und eine Kapelle und erschlossen den Wald. Die Siedlung wuchs und weitere Flächen wurden gerodet und bebaut.
Die Jahre 1951 und 1952 waren zwei wichtige Jahre für die Entwicklung von Campina da Lagoa. Es kamen schätzungsweise weitere zweihundertfünfzig Familien hierher. Es entstanden einige Verbesserungen für die Gemeinde. Die erste öffentliche Frachtlinie nach Campo Mourão wurde eingerichtet. Schon 1954 bekam die Kolonie eine regelmäßige Buslinie, der Expresso do Campo begann, die Strecke einmal pro Woche zu fahren. In diesem Jahr wurde der erste Friseurladen eröffnet, die Grundschule fand in der Capelinha (deutsch: Kapellchen) statt. Die Sägewerke wurden in Holzhäuser umgewandelt, Vianes weihte das erste Lagerhaus ein, bald darauf gab es zwei weitere Lebensmittelläden. Die Einwanderung in die Kolonien riss nicht ab. Der Bürgermeister von Campo Mourão wandte sich an das Ministerium für Land und Kolonisation, um einen Beamten dieses Ministeriums zu bitten, hierher zu kommen, um die erste Vermessung und Anerkennung der Posses (ersessene, aber noch nicht beurkundete Ländereien) offiziell vorzunehmen. Erst jetzt konnte mit der Planung einer Stadt mit Plätzen und Straßen und öffentlicher Infrastruktur begonnen werden.

### Erhebung zum Munizip
Campina da Lagoa wurde durch das Staatsgesetz Nr. 4245 vom 25. Juli 1960 aus Campo Mourão ausgegliedert und in den Rang eines Munizips erhoben. Es wurde am 3. November 1961 als Munizip installiert.

## Geografie

### Fläche und Lage
Campina da Lagoa liegt auf dem Terceiro Planalto Paranaense (der Dritten oder Guarapuava-Hochebene von Paraná). Seine Fläche beträgt 797 km². Es liegt auf einer Höhe von 598 Metern.

### Vegetation
Das Biom von Campina da Lagoa ist Mata Atlântica.

### Klima
Das Klima ist gemäßigt warm. Es werden hohe Niederschlagsmengen verzeichnet (1.686 mm pro Jahr). Im Jahresdurchschnitt liegt die Temperatur bei 20,9 °C. Die Klimaklassifikation nach Köppen und Geiger lautet Cfa.

### Gewässer
Campina da Lagoa liegt im Einzugsgebiet des Rio Piquiri. Dieser bildet zusammen mit seinem rechten Nebenfluss Rio Cantu und dessen Zufluss Rio Garatuva die südliche und südöstliche Grenze des Munizips. Der Rio Tricolor bildet bis zu seiner Mündung in den Piquiri die nördliche und die westliche Grenze.

### Straßen
Campina da Lagoa liegt an der PR-239, die es mit der BR-369 im Westen und mit Nova Cantu im Osten verbindet. Über die PR-471 kommt man im Süden zur BR-277 und nach Guaraniaçu. Die PR-364 führt im Osten nach Laranjal.

### Nachbarmunizipien
| Juranda  |                                             | Mamborê            |
| Ubiratã  | Kompassrose, die auf Nachbargemeinden zeigt | Nova Cantu         |
| Braganey | Campo Bonito und Guaraniaçu                 | Altamira do Paraná |

## Stadtverwaltung
Bürgermeister: Milton Luiz Alves, PSC (2021–2024)
Vizebürgermeister: Celso Passafaro, PSC (2021–2024)

## Demografie

### Bevölkerungsentwicklung
| Jahr | Einwohner | Stadt | Land |
| ---- | --------- | ----- | ---- |
| 1970 | 38.661    | 13 %  | 87 % |
| 1980 | 23.110    | 44 %  | 56 % |
| 1991 | 20.506    | 62 %  | 38 % |
| 2000 | 17.018    | 75 %  | 25 % |
| 2010 | 15.394    | 82 %  | 18 % |
| 2022 | 15.723    |       |      |

Quelle: IBGE (2011) und Volkszählung 2022

### Ethnische Zusammensetzung
| Gruppe * | 1991    | 2000    | 2010    | wer sich als …                                                                   |
| --- | ------- | ------- | ------- | -------------------------------------------------------------------------------- |
| Weiße | 68,1 %  | 71,7 %  | 62,7 %  | weiß bezeichnet                                                                  |
| Schwarze | 4,9 %   | 3,4 %   | 1,8 %   | schwarz bezeichnet                                                               |
| Gelbe | 0,1 %   | 0,1 %   | 0,6 %   | von fernöstlicher Herkunft wie japanisch, chinesisch, koreanisch etc. bezeichnet |
| Braune | 26,8 %  | 24,2 %  | 34,8 %  | braun oder als Mischung aus mehreren Gruppen bezeichnet                          |
| Indigene | 0,0 %   | 0,2 %   | 0,1 %   | Ureinwohner oder Indio bezeichnet                                                |
| ohne Angabe | 0,0 %   | 0,5 %   | 0,0 %   |                                                                                  |
| Gesamt | 100,0 % | 100,0 % | 100,0 % |                                                                                  |
| *) Anmerkung: Das IBGE verwendet für Volkszählungen ausschließlich diese fünf Gruppen. Es verzichtet bewusst auf Erläuterungen. Die Zugehörigkeit wird vom Einwohner selbst festgelegt. |         |         |         |                                                                                  |

Quelle: IBGE (Stand: 1991, 2000 und 2010)

## Wirtschaft

### Kennzahlen
Mit einem Bruttoinlandsprodukt pro Einwohner von 29.100,62 R$ (rund 6.500 €) lag Campina da Lagoa 2019 an 194. Stelle der 399 Munizipien Paranás.
Sein hoher Index der menschlichen Entwicklung von 0,704 (2010) setzte es auf den 212. Platz der paranaischen Munizipien.